# Dzwonek wąskolistny
Dzwonek wąskolistny (Campanula tatrae Borbás) – gatunek rośliny należący do rodziny dzwonkowatych. Występuje w całych Karpatach i jest w nich pospolity.

## Morfologia
PokrójRośnie w luźnych kępach o wysokości 10–40 cm (zależnie od warunków). Czasami tworzy całe łany, lub obrzeżenia wzdłuż szlaków turystycznych.
ŁodygaŁodygi wzniesione, nagie, delikatnej budowy, wiotkie. Na części łodyg powstają kwiaty, niektóre łodygi są płonne. Pod ziemią występuje cienkie i czołgające się kłącze.
LiścieLiście o zróżnicowanym kształcie. Odziomkowe mają okrągły lub nerkowaty kształt i wyrastają na długich ogonkach. Liście na dolnej części łodygi są podłużne, o trójkątnosercowatym kształcie i karbowanych lub ząbkowanych brzegach, osadzone na krótkich ogonkach. Liście górnej części łodygi są siedzące, silnie lancetowato-wydłużone, równowąskie, całobrzegie i ostro zakończone. Wszystkie liście nagie, lub delikatnie omszone. W czasie kwitnienia rośliny występują głównie lancetowato wydłużone liście łodygowe, liście odziomkowe bardzo nieliczne, lub brak ich zupełnie.
KwiatyDuże kwiaty wyrastające na szczycie łodygi pojedynczo, lub w kilkukwiatowym gronie. Pączki kwiatowe wzniesione, dojrzałe kwiaty zwykle zwisające (ważna cecha gatunkowa przy oznaczaniu rośliny). Okwiat wyraźnie zróżnicowany. Kielich to krótka, lejkowata rurka z 5 długimi, wąskimi i zaostrzonymi działkami. Korona ma dzwonkowaty kształt i na szczycie wycięta jest w 5 szerokich ząbków. Na koronie wyraźnie zaznacza się krawędź od szczytu tych ząbków do podstawy korony. Kwiaty maja barwę ciemnoniebieską. Czasami (rzadko) trafiają się albinotyczne okazy o białych kwiatach. Wewnątrz korony pojedynczy słupek z potrójnym długim znamieniem białej barwy i 5 pręcików o białych pylnikach. Pylniki te są nieco dłuższe od nitki pręcika.
OwocWielonasienna, zwisająca Torebka otwierająca się u nasady trzema dziurkami.
Gatunki podobneDzwonek drobny (Campanula cochleariifolia), również występujący w górach. Ma owłosioną łodygę, w czasie kwitnienia licznie występują liście odziomkowe, korona kwiatów jest wąskodzwonkowata, a pączki kwiatowe zwisające. Na niżu występuje podobny dzwonek okrągłolistny (Campanula rotundifolia).

## Biologia i ekologia
RozwójBylina. Silnie przedprątne kwiaty rozwijają się od lipca do września i są zapylane przez owady. Roślina wiatrosiewna – nasiona są przez wiatr wytrząsane z dojrzałej i zeschniętej torebki.
SiedliskoWysokogórskie hale, piargi, skały, obrzeża lasów, na wolnych miejscach wśród kosówki, nad potokami, często na obrzeżach ścieżek. Rośnie zarówno na podłożu granitowym, jak i wapiennym. Występuje od regla dolnego po piętro turniowe. Roślina prawdziwie wysokogórska, w Tatrach spotkać ją można na najwyższych szczytach, nawet na Gerlachu.
ZmiennośćCechuje się dużą zmiennością (stąd jedna z jego łacińskich nazw polymorpha, bardziej trafna, niż nazwa polska).

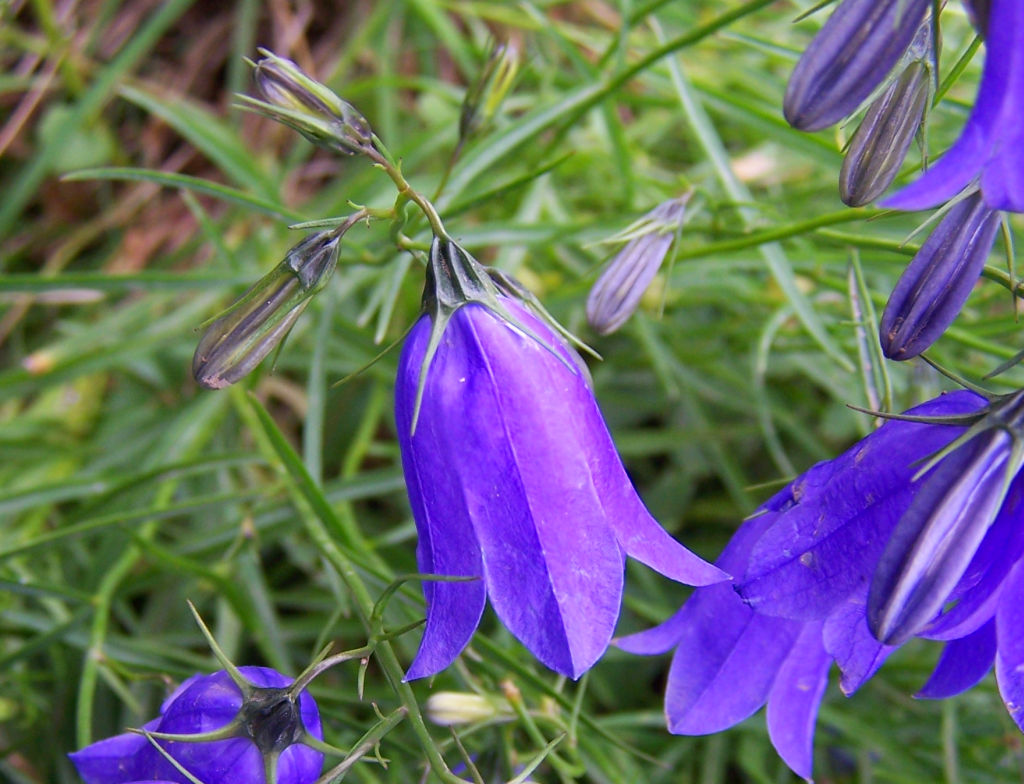
Kwiat
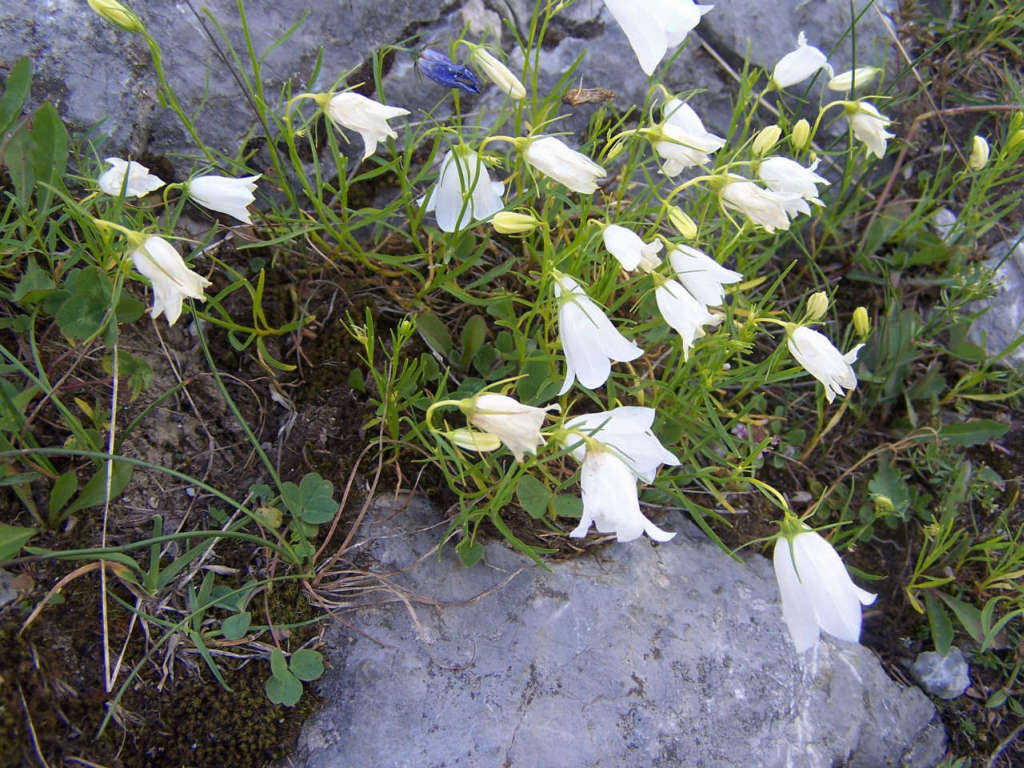
Okazy albinotyczne
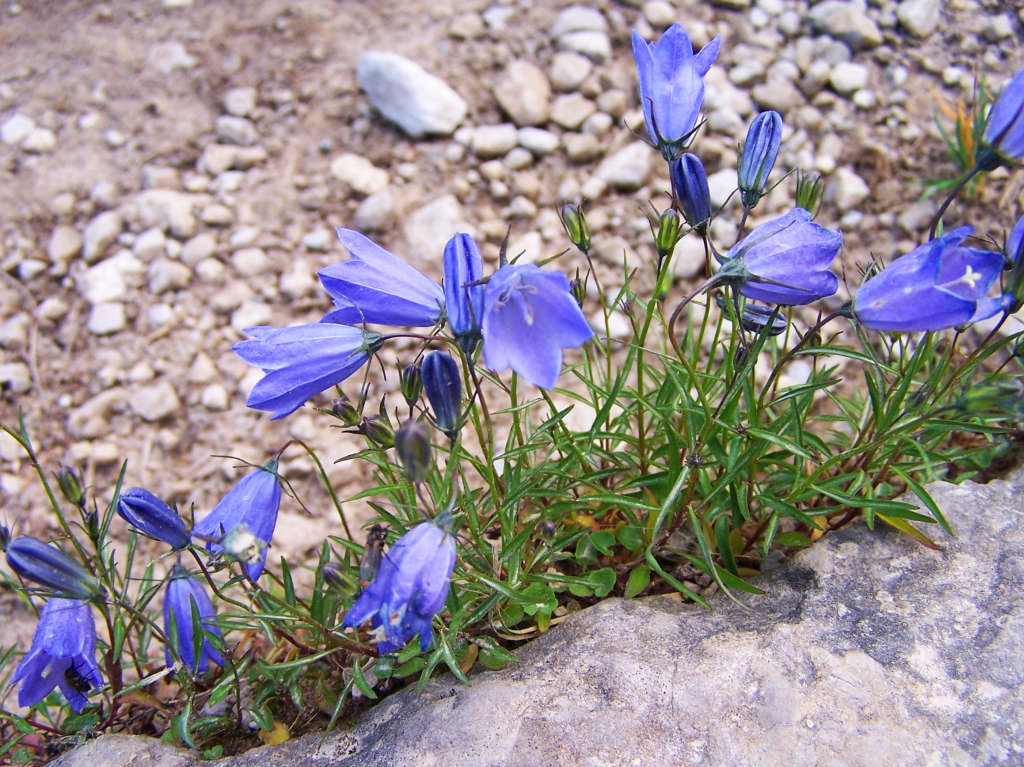
Pokrój
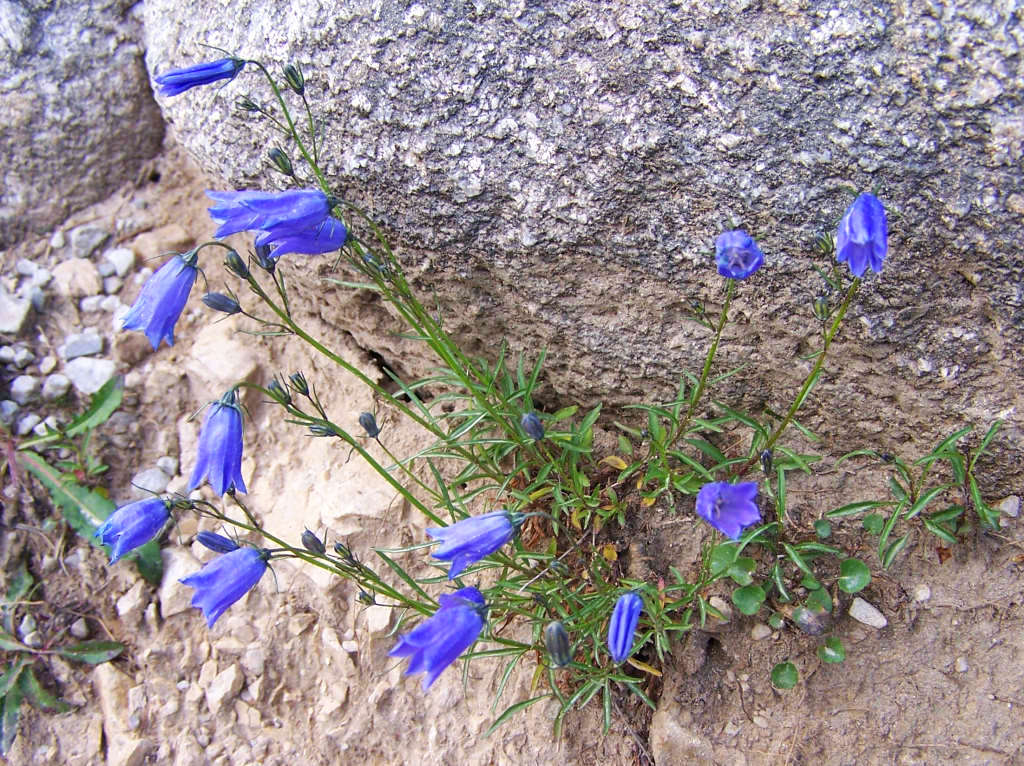
Pokrój